# Ferryden Park, Nam Úc
Ferryden Park, Nam Úc là một ngoại ô của Thành phố Port Adelaide Enfield ở miền tây bắc thành phố Adelaide, thủ đô tiểu bang Nam Úc, nước Úc.Các khu vực bao quanh Kilkenny, Angle Park, Woodville Gardens, Croydon Park và Regency Park. Mã bưu điện của ngoại ô là 5010.